# Inspicient
Inspicient (anglicky Stage Manager) je pomocník divadelního režiséra, technický asistent režie, během zkoušek, až do generální zkoušky nebo předpremiéry.
Na generální zkoušce (nazývá se také „odevzdávačka“) odevzdá režisér inspicientovi představení a ten je dále řídí dle režijního nastudování. Během divadelní produkce je inspicient pověřen kompletním technickým a organizačním dohledem a dozorem nad průběhem divadelního představení. Do jeho pracovní náplně spadá koordinace nástupů herců na jeviště a odchodů z jeviště včetně dozoru nad jejich kostýmním vystrojením, dále příprava všech rekvizit nebo výměna dekorací. Při své práci musí operativně spolupracovat prakticky téměř se všemi lidmi, kteří zajišťují zdárný průběh představení na jevišti, tedy s rekvizitáři, garderobiéry, dirigentem orchestru, suflérem, maskéry, jevištními mistry a dalšími technickými pracovníky divadla (např. zvukaři, osvětlovači).